# Adam Rudolph von Schönberg

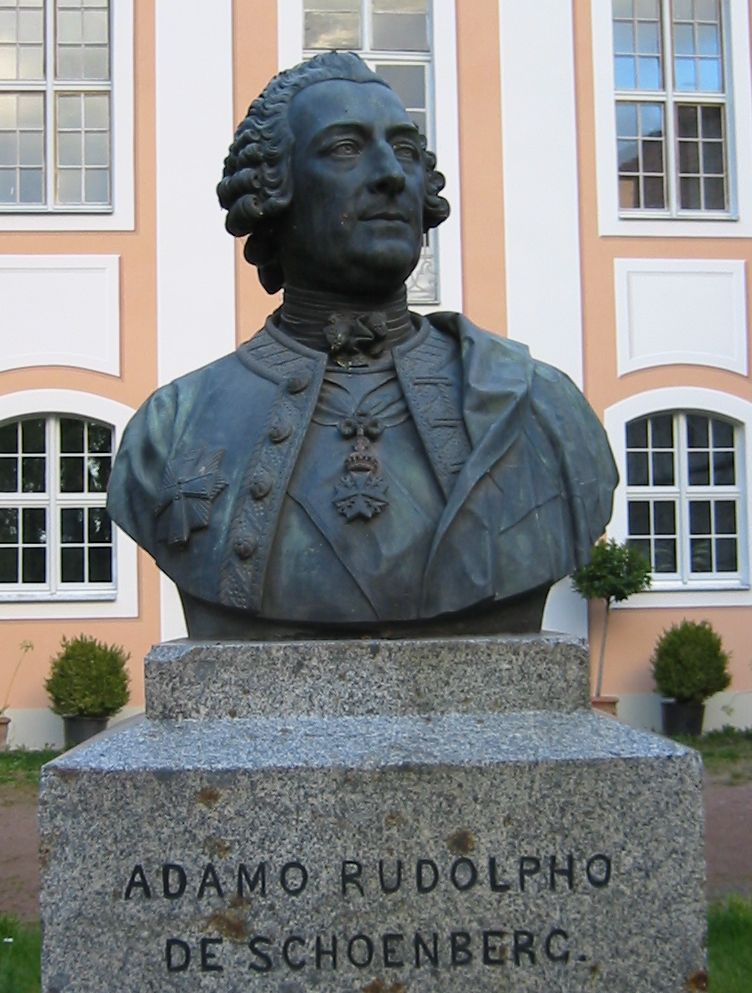
Bronzebüste von Schönberg im Hof von Schloss Reichstädt

Adam Rudolph von Schönberg (* 31. Mai 1712 in Maxen; † 8. Februar 1795 in Dresden) war ein Geheimer Rat und der letzte Generalpostmeister am kurfürstlich-sächsischen Hof zu Dresden.

## Leben
Adam Rudolph von Schönberg war der Sohn des Caspar Abraham von Schönberg (1680–1763) und dessen Ehefrau Christiane Charlotte von Nostitz (1682–1765). Er war Gutsherr auf Purschenstein, Sayda sowie Maxen mit Leuteritz und gemeinsam mit seinem Bruder seit 1789 Herr auf Lauterbach. Außerdem war er Ritter des Johanniterordens und des königlich dänischen Dannebrog-Ordens, außerdem designierter Komtur auf Lago und Burschen.
Schönberg erwarb von seinem Vater das Schloss Reichstädt und baute es 1765 zu einem Barockschloss um. Im Jahre 1772 gelangte er in den Besitz von Schloss Purschenstein mit dem dazugehörigen Städtlein Sayda.
Schönberg blieb unverheiratet. Er starb am 8. Februar 1795 im 82. Lebensjahr an „Entkräftung“ und wurde am 13. Februar 1795 in der Kirche zu Reichstädt in einem vom sächsischen Hofbaumeister Friedrich August Krubsacius gestalteten Sarkophag beigesetzt.